# 正投影図
正投影図（せいとうえいず、英: orthographical drawing）は対象物を複数の投影面へ正投影しその像を単一の図面へ集約した投影図である。英: Multiview orthographic projection とも。

## 概要
正投影図は3次元の物体を2次元で表現する手法の一つである。対象を90度ごとに回転させるか、または視点を90度ずつ回転させて、複数の視点から描画される（=複面投影）。建築や工学、デザインなどで用いられる。
正面図、平面図、側面図などのように三部分に分けて表すことが一般的である（三面図）。これに対して、円柱形などのように平面図を省略しているようなこともある。また、立体物の意匠登録などのように、正面図、背面図、左側面図、右側面図、平面図、底面図の六面求められるような例もある。
対象物と投影面の位置関係によって、第一角法投影図と第三角法投影図とに呼び分けることがある。

## 第三角法
第三角法（だいさんかくほう、英: third angle projection method）は対象物の複数の正投影を定められた配置に並べた投影図である。
- 図学の理論上では、第三象限に品物を置いて転写する。

- 具体的には、以下の様になる

品物の正面図（立面図）(図中(1))を中央に図示し、原則として右側面図 (図中(2)) を正面図の右側、上面図（平面図）(図中(3))を正面図の上に図示する。
左側面 (図中(4))、底面図も同様にそれぞれ正面図の左側、下側に図示する。
背面図は右側面図のさらに右側に図示する。製作に必要なだけの図形で品物の形を表すことも規定されている。
この場合、本来は図中(4)の左側面図は不要である。また、底面図・背面図は省略している。
そのため品物の特徴をよく表している面・加工上重要性の高い面を主投影図として選び、主投影図で表せない部分を他の図形で補足する。
従って、旋盤による切削加工では、中心線を水平にして主投影図とする。

## 第一角法
第一角法（だいいちかくほう、英: first angle projection method）は対象物の複数の正投影を定められた配置に並べた投影図である。
- 図学の理論では第一象限に立体物を置き、それを転写する。

第三角法とは、各面図(平面図、下面図、背面図、左右の側面図)の形状は、隠れ線も含めて同じである。各図の配置が異なり、左側面図を正面図の右側に図示し、平面図を正面図の下に図示する。立体の後ろ側に投影面を置き、前方から立体を見た図を投影面に描いたのち、展開した配置になる。別の言い方では、投影面上に置いた立体を、ゴロンところがした位置に、見えた面を描く手法である。

## 注意点
日本ではJIS により、第三角法を使用することが規定されているが、
諸外国では第一角法が古くから採用されており、現在も使用している国があるため、ISOには第一角法、第三角法の両方が採用されている。
造船の分野で多用されている。ヨーロッパ，中国では第一角法，アメリカ，日本では第三角法が使われる。
なお，中学校数学(1年生　空間図形の平面上での表現)では，立体を上から見た平面図を下側，前から見た立面図を上側に描く。これは第１角法の配置になる。